# Louis Oliver
Louis Oliver III (Belle Glade, 9 marzo 1966) è un ex giocatore di football americano statunitense che ha giocato nel ruolo di safety nella National Football League (NFL).
Al college giocò a football a Florida

## Carriera professionistica
Gary fu scelto come 25º assoluto nel Draft NFL 1989 dai Miami Dolphins. Vi giocò per tutta la carriera, tranne una parentesi con i Cincinnati Bengals nel 1994. Oliver ritrovò nella difesa dei Dolphins l'ex compagno ai Gators Jarvis Williams, coi due che furono la coppia di safety titolari della squadra per le successive cinque stagione. Il momento più alto della sua carriera fu probabilmente il 4 ottobre 1992 quando intercettò un passaggio del quarterback di Buffalo Bills Jim Kelly, che ritornò per 103 yard in touchdown, in quello che rimane il più lungo intercetto della storia dei Dolphins.

## Statistiche
| Partite             | 117 |
| Partite da titolare | 101 |
| Tackle              | 544 |
| Intercetti          | 27  |